# Кто брат, кто сестра, или Обман за обманом
«Кто брат, кто сестра, или Обман за обманом» (1824) — опера-водевиль А. Н. Верстовского на слова А. С. Грибоедова и П. А. Вяземского. Была написана специально для бенефиса русской драматической актрисы М. Д. Львовой-Синецкой, который прошёл 24 января 1824 года в помещении Большого театра в Москве. Инициатором создания стал первый директор московской труппы Императорских театров Ф. Ф. Кокошкин.
Либретто создано Грибоедовым и Вяземским в конце 1823 года, при этом первый отвечал за структуру водевиля и прозаические фрагменты, а второй — за стихотворную часть (установлено, что Грибоедов создал также два поэтических номера: «Любит обновы мальчик Эрот…» и романса Рославлева-старшего «Неужли никогда в ней кровь…»). Вяземский, несколько лет проживший в Польше, в память об этом предложил придать водевилю «польский колорит».
Премьера состоялась 24 января 1824 года в помещении Большого театра в бенефис М. Д. Львовой-Синецкой, исполнившей роль Юлии. Согласно воспоминаниям П. А. Вяземского водевиль был принят публикой сдержанно, что Вяземский объяснял посредственной игрой актёров. В течение месяца водевиль был повторён в Москве ещё трижды, а в сентябре 1824 года трижды исполнен в Петербурге в Малом театре Казасси (предшественнике Александринского театра) в бенефис М. В. Величкина.
Драматург А. И. Писарев откликнулся на водевиль негативной статьёй в «Вестнике Европы», он и М. А. Дмитриев сочиняли на произведение эпиграммы (по мнению литературоведа М. В. Строганова, реакция Писарева, который сам писал водевили, объясняется ревностью к успеху конкурентов).

## Действующие лица
- Пан Чижевский, содержатель почтового двора,
- его дочери:
Антося
Лудвися
- Рославлев младший, гусарский офицер
- Юлия, жена его
- Рославлев старший
- Андрей, слуга его
- Вациус, писарж почтовый
- Передовой Рославлева старшего
- Слуга проезжающих

## Сюжет
Действие происходит в польском местечке в почтовом доме.

## Исполнение в России
Опера в основном ставилась в начале 19-го века, сразу после её написания. Так, роль Юлии помимо
М. Д. Львовой-Синецкой также была исполнена М. Ф. Шелеховой (1804—1889); роль Рославлева-старшего — Г. Ф. Климовским (1791—1831), роль Антоси — Е. Я. Сосницкой (1799—1855).
В начале 21-го века спектакль вернулся на сцену. Опера-водевиль «Кто брат, кто сестра, или Обман за обманом» была поставлена на сцене театра «ГИТИС» мастерской Романа Виктюка в 2005 году. Режиссёр: Дмитрий Касимов. Роли исполнили:
Пан Чижевский — Артур Марлужоков, Антося — Юлия Россикова, Лудвися — Элина Чебан, Магдуся (3-я дочь, фигурирующая в данной постановке) — Мария Матто, Рославлев младший- Арсений Черепанов,Юлия — Надежда Карязина, Рославлев старший- Владимир Реутов. Спектакль также исполнялся на сцене Театра Романа Виктюка, принимал участие в съемках телепередачи «Театральные игры Романа Виктюка».